# Serguéi Sidorski
Serguéi Sidorski (en bielorruso: Сяргей Сідорскі Siarhéi Sidorski; en ruso: Сергей Сидорский; 13 de marzo de 1954) es un político bielorruso.
Ocupó el cargo de primer ministro de Bielorrusia desde el 10 de julio de 2003 y fue confirmado el 19 de diciembre del mismo año por el presidente del país, Aleksandr Lukashenko. Fue sucedido en el cargo el 28 de diciembre de 2010 por Mijaíl Miasnikóvich.